# NEW AKINA 에트랑제
《NEW AKINA 에트랑제》(NEW AKINA エトランゼ)는 일본의 여가수 나카모리 아키나(中森明菜)의 네 번째 정규 음반으로 1983년 3월 23일에 발매하였다. (LP: L-12580, CT: LKF-8080) 이전에 발매된 정규 음반과는 달리 이 음반에는 이미 출시된 싱글곡을 수록하지 않고 음반의 컨셉트에 집중하였다. 음반의 표지에는 “유럽 레코딩, 촬영, 그리고 새로운 작가진과의 만남. 아키나 2년째의 역사가 여기서부터 시작됩니다.”(ヨーロッパ・レコーディング、撮影、そして新しい作家との出逢い。明菜2年目の歴史がここから始まる。)라고 쓰여져 있다. CD 저널은 이 음반에 대해 유럽에서 녹음된 이 음반을 기점으로 나카모리의 아티스트 지향성이 더욱 확고해졌다고 평하였다. 1983년 8월 22일, 오리콘 주간 LP 차트에 처음으로 진입, 1위를 달성하였고 그 다음 주인 8월 29일에도 1위를 차지하는 등 2주 연속 정상을 지켰다. 또한 이후로도 16주 동안 오리콘 주간 차트 톱100에 머물렀으며 1983년 연간 LP 차트 10위를 기록하였다. 이 음반으로 나카모리는 제25회 일본 레코드 대상에서 앨범 베스트 10을 수상하기도 했다.

## 수록곡
| #            | 제목 | 작사          | 작곡            | 편곡                           | 재생 시간 |
| ------------ | --- | ------------- | --------------- | ------------------------------ | --------- |
| 1.           | 〈〈안녕이군요〉(さよならね 사요나라네[*])〉                                                                  | 키스기 에츠코 | 키스기 다카오   | 하기타 미츠오                  | 4:26      |
| 2.           | 〈〈비너스 탄생〉(ヴィーナス誕生 부이나스 탄조[*])〉                                                          | 아키 요코     | 자이츠 카즈오   | 하기타 미츠오                  | 3:40      |
| 3.           | 〈〈약간의 스캔들〉(少しだけスキャンダル 스코시다케 스캰다루[*])〉                                            | 쇼            | 쇼              | 요코하마 긴바에, 하기타 미츠오 | 3:40      |
| 4.           | 〈〈감상기행〉(感傷紀行 간쇼기코[*])〉                                                                        | 다니무라 신지 | 다니무라 신지   | 하기타 미츠오                  | 4:11      |
| 5.           | 〈〈르네상스 -상냥함으로 바꾸어-〉(ルネサンス -優しさで変えて- 루네산스 야사시사데카에테[*])〉                | 우리노 마사오 | 호소노 하루오미 | 하기타 미츠오                  | 3:27      |
| 6.           | 〈〈몽 아모르 -잔에게 반쪽의 황혼-〉(モナムール （グラスに半分の黄昏） 모나무루 구라스니한분노 타소가레[*])〉 | 우리노 마사오 | 호소노 하루오미 | 호소노 하루오미                | 4:11      |
| 7.           | 〈〈스트라이프〉(ストライプ 스토라이푸[*])〉                                                                  | 키스기 에츠코 | 키스기 다카오   | 하기타 미츠오                  | 4:37      |
| 8.           | 〈〈병든 잎색의 바람 (러브 송)〉(わくらば色の風（ラヴ・ソング） 와쿠라바이로노카제 라부손구[*])〉             | TAKU          | TAKU            | 요코하마 긴바에 하기타 미츠오  | 4:47      |
| 9.           | 〈〈때로는 앙뉘〉(時にはアンニュイ 도키니하 안뉴이[*])〉                                                      | 아키 요코     | 자이츠 카즈오   | 하기타 미츠오                  | 3:07      |
| 10.          | 〈〈각오의 가을〉(覚悟の秋 가쿠고노아키[*])〉                                                                 | 다니무라 신지 | 다니무라 신지   | 하기타 미츠오                  | 3:51      |
| 총 재생 시간 | 총 재생 시간                                                                                                  | 총 재생 시간  | 총 재생 시간    | 총 재생 시간                   | 41:06     |